# ヘキサプレニル二リン酸シンターゼ (ゲラニルゲラニル二リン酸特異的)
ヘキサプレニル二リン酸シンターゼ (ゲラニルゲラニル二リン酸特異的)(hexaprenyl diphosphate synthase [geranylgeranyl-diphosphate specific])はユビキノンの合成に関わるプレニル基転移酵素の1つで、次の化学反応を触媒する酵素である。
ゲラニルゲラニル二リン酸 + 2 イソペンテニル二リン酸 {\displaystyle \rightleftharpoons } 2 二リン酸 + all-trans-ヘキサプレニル二リン酸
組織名はgeranylgeranyl-diphosphate:isopentenyl-diphosphate transferase (adding 2 isopentenyl units)である。

## 分布
好熱性古細菌Sulfolobus solfataricusから見出されている。

## 構造
Sulfolobus solfataricusのヘキサプレニル二リン酸シンターゼはホモ2量体で機能している。